# 木下恭輔
木下 恭輔（きのした きょうすけ、1940年5月2日 - 2016年3月7日）は、日本の経営者。アコム社長を務めた。同じくアコム社長を務めた木下盛好は弟。

## 来歴・人物
兵庫県出身。1963年に立命館大学法学部を卒業し、同年に丸糸商店(のちのマルイト)に入社。1965年に取締役に就任し、1971年に専務を経て、1977年3月に社長に就任し、1978年10月にはアコム社長に就任。2000年6月から2010年6月までに会長に就任。
2016年3月7日に肺炎のために死去。75歳没。